# Набоков, Дмитрий Сергеевич
Дмитрий Сергеевич Набоков (род. 20 января 1996 года, город Белыничи, Могилёвская область, Белоруссия) — белорусский легкоатлет, специализирующийся в прыжках в высоту. Серебряный призёр чемпионата мира среди юниоров, участник Олимпийский игр 2016 в Рио де Жанейро , чемпион Европы до 23 лет. Рекордсмен Белоруссии, участник Олимпийских игр в Токио - 14 место. Член национальной сборной Республики Беларусь по лёгкой атлетики (2019). Мастер спорта международного класса.